# MC Gringo
MC Gringo (bürgerlich Bernhard Hendrik Hermann Weber Ramos de Lacerda, * als Bernhard Hendrik Hermann Weber in Stuttgart) ist ein in Brasilien lebender deutscher Baile-Funk-MC (Master of Ceremonies) und Radiojournalist.

## Biografie
2001 reiste der gelernte Industriekaufmann Bernhard Hendrik Hermann Weber nach Brasilien. Dort heiratete er eine Brasilianerin und trägt seitdem den Nachnamen Weber Ramos de Lacerda. Als MC Gringo rappt er heute über das Leben in den Favelas von Rio de Janeiro.
Durch das Ende 2007 beim Berliner Label Man Recordings erschienene Album Gringão, Auftritte in der bekannten brasilianischen TV-Show von Jô Soares und auf der Funk-Mundial-Bühne des TIM-Festival in Rio de Janeiro wurde er für weitere Shows bei verschiedenen Festivals gebucht. Auch in den Vereinigten Staaten war MC Gringo auf Tournee.
Im Februar 2008 tourte MC Gringo erstmals durch England, Deutschland, Österreich und die Schweiz.
Zur Fußball-WM 2014 in Brasilien veröffentlichte MC Gringo einen eigenen WM-Song mit dem Titel Deutscher Fußball ist geil, der ihm in Brasilien, aber auch in Deutschland Medienaufmerksamkeit einbrachte.

## Diskografie
- 2008: Gringão (Man Recordings)
- 2014: Deutscher Fußball ist geil (MusicPost)
- 2016: Tributo ao Rio